# ユーリイ・リヴォーヴィチ
ユーリイ・リヴォーヴィチ (古ルーシ語:Юрій Львовичъ、ウクライナ語:Юрій Львович、意味：ユーリイ、レーヴの子、1252/7年 - 1308年3月18日）はリューリク朝の公の一人で、ベルズ公（在位：1264年 - 1301年）、第5代ハールィチ・ヴォルィーニ大公（在位：1301年 - 1308年）であり、ルーシの国王でもあった。

## 生涯
ユーリイは、ハールィチ・ヴォルィーニ大公国の4代公、レーヴ・ダヌィーロヴィチの嫡男としてに1252年に生まれた。最初はホルム町を治めていたが、1264年からはベルズ公国の公となった（ホルム公も兼ねる）。
父の死後の1301年、ユーリイはハールィチ・ヴォルィーニ大公国の5代目の大公となった。彼は強い中央政権国家をめざし、国内に存在した諸分公国を廃止して州を設定し、諸分公国の小公たちのかわりに代官を任命し、一手で国を支配しようとしていた。さらに、モンゴル人の従属から離脱しようと試み、自らの称号を「ルーシの王」に改めて独立を宣言し、ジョチ・ウルスの支配下におかれていたキエフを中心としたルーシの領有権をめぐって争い出した。
| |
| ユーリイ・リヴォーヴィチの印： "S[igillum] Domini Georgi Regis Rusie"（表、「ルーシの王、ゲオルギ（ユーリイ）主の印」）、 "S[igillum] Domini Georgi Ducis Ladimerie" （裏、「ラディメリア（ヴォルィーニ公国）の公、ゲオルギ（ユーリイ）主の印」） |

1302年、ハールィチ・ヴォルィーニ大公国がモンゴル人と不和になったきっかけで、隣国のポーランド王国とハンガリー王国はハールィチ・ヴォルィーニ大公国へ進入してリュブリン州とザカルパッチャ地方の一部を奪った。
それに対してユーリイは、西側から進入してきた両国の要求を認め、和平を結んだ上で政略結婚によって同盟をつくり、東側のジョチ・ウルスと対立し続けた。また、ドイツ騎士団と友好関係を維持し、北方のリトアニアの来襲を防いでいた。
1303年、ユーリイはコンスタンティノポリ総主教庁の許容を得て、ハールィチ府主教区を創立した。キエフ府主教座が北東ルーシのウラジーミルに遷座したため、ハールィチ・ヴォルィーニ大公国は代わりに自らの影響下にある権威としての新府主教座を必要としていたからである。また、北東ルーシにおいてモンゴル人の傀儡となったキエフ府主教と縁を切り、ルーシの正教会を敵国に依存しない教会として回復させるためであったともいわれる。
1308年、ユーリイ・リヴォーヴィチは死去した。彼の反モンゴル戦略とルーシの再建国の事業は、彼の子息アンドリーイとレーヴによって受け継がれた。

## 子女
最初の妻はトヴェリ公ヤロスラフ3世の娘クセニヤ、二番目の妻はエウフェミア・クヤヴスカ（カジミェシュ1世の娘）である。2人の妻との間に以下の子女をもうけた。
- ミハイロ（1283年 - 1286年） - 最初の妻との間の息子
- アンドリーイ
- レーヴ
- ドミトロ
- マリア - チェルスク公トロイデン1世と結婚、ボレスワフ・ユーリー2世（後にルーシの王を継承）の母

## リンク
- （ウクライナ語） ウクライナ歴史辞典。キエフ、1993年。